# Archaeophylax ochreus
Archaeophylax ochreus là một loài Trichoptera trong họ Limnephilidae. Chúng phân bố ở miền Australasia.